# Alec Guinness
Alec Guinness (nacido como Alec Guinness de Cuffe; Londres, 2 de abril de 1914-Midhurst, West Sussex, 5 de agosto de 2000) fue un actor británico de cine, teatro y televisión. Después de una larga carrera en teatro, Guinness fue participante común en las comedias de la Ealing Studios como Ocho sentencias de muerte (1949), en la que hace varios papeles, Oro en barras (1951) y El quinteto de la muerte (1955). Fue actor habitual en las películas del director David Lean: Grandes esperanzas (1946), Oliver Twist (1948), El puente sobre el río Kwai (1957), Lawrence de Arabia (1962), Doctor Zhivago (1965) y Pasaje a la India (1984). Al final de su carrera, uno de sus papeles más icónicos fue el de Obi-Wan Kenobi en la primera trilogía de Star Wars de  George Lucas.
En 1957 Guinness ganó un Óscar al mejor actor y un Globo de Oro por su interpretación en El puente sobre el río Kwai. También recibió en 1980 un premio honorífico de la Academia por su contribución al arte del cine. Fue nominado al Óscar como actor principal por The Lavender Hill Mob en 1951, y como actor de reparto por Star Wars en 1977 y Little Dorrit en 1988.

## Biografía

### Primeros años

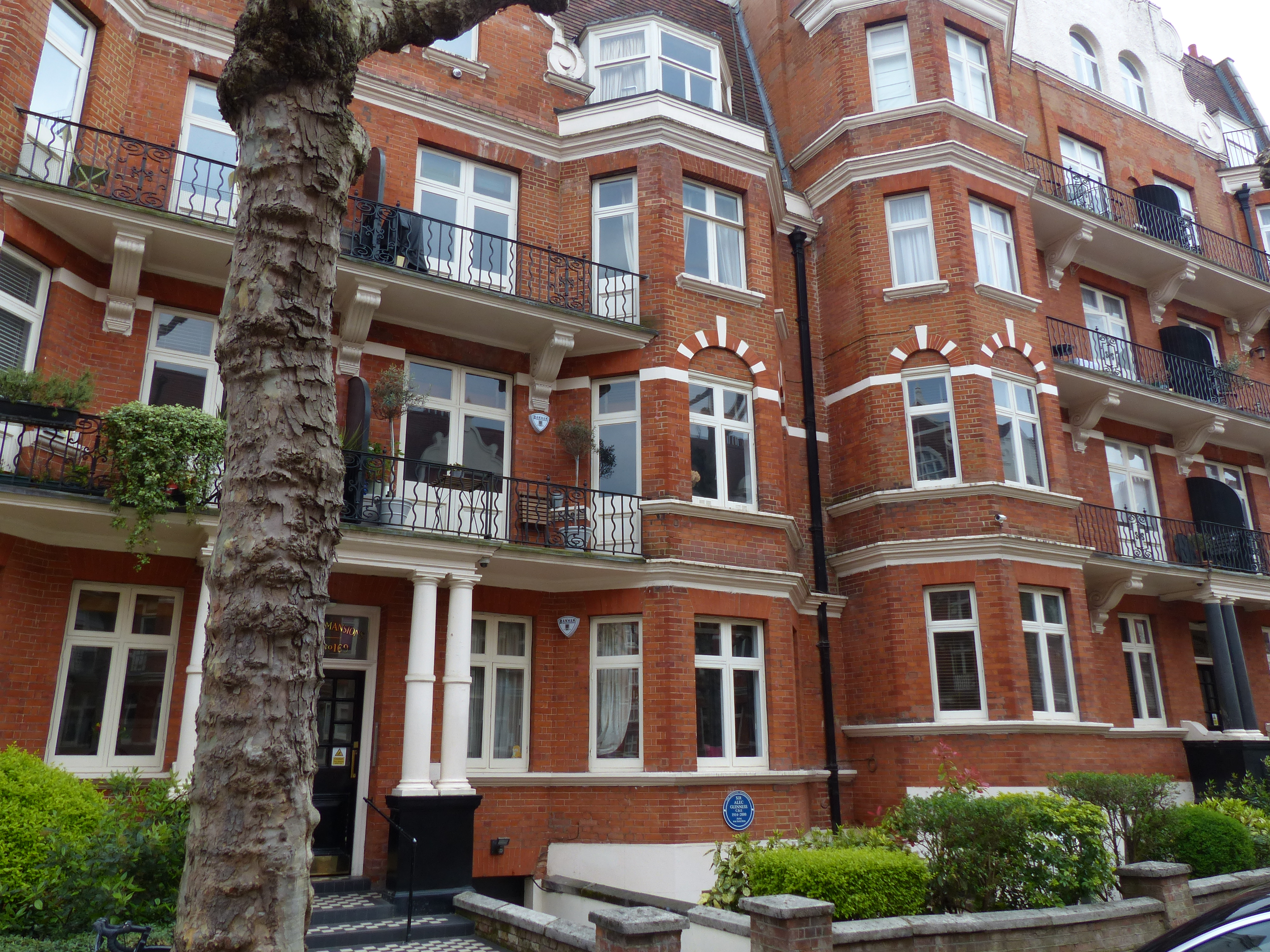
Lugar donde nació Guinness, con una placa en azul que conmemora el hecho.

Alec Guinness de Cuffe nació en el 155 de Lauderdale Mansions South, Lauderdale Road, en Maida Vale, Londres. El nombre de su madre era Agnes Cuff, nacida el 8 de diciembre de 1890 hija de Edward Cuff y Mary Ann Benfield. Según el certificado de nacimiento de Guinness, el nombre del niño (donde solo se colocan los nombres) se da como Alec Guinness, y no hay detalles del padre.
La identidad del padre de Guinness nunca fue oficialmente confirmada. Desde 1875, cuando la ley inglesa obligaba a registrar los nacimientos de los hijos ilegítimos, el nombre del padre solo se podía incluir en el certificado con el consentimiento de este. El propio Guinness creía que su padre era el banquero escocés Andrew Geddes (1861–1928), que pagó la educación de Guinness en la Pembroke Lodge, en Southborne, y Roborough, en Eastbourne. Geddes ocasionalmente visitó a Guinness y a su madre, haciéndose pasar por un tío. Años más tarde, la madre de Guinness se casó con un capitán escocés del ejército llamado Stiven, cuyo comportamiento fue errático y violento.

### Inicios como actor de teatro

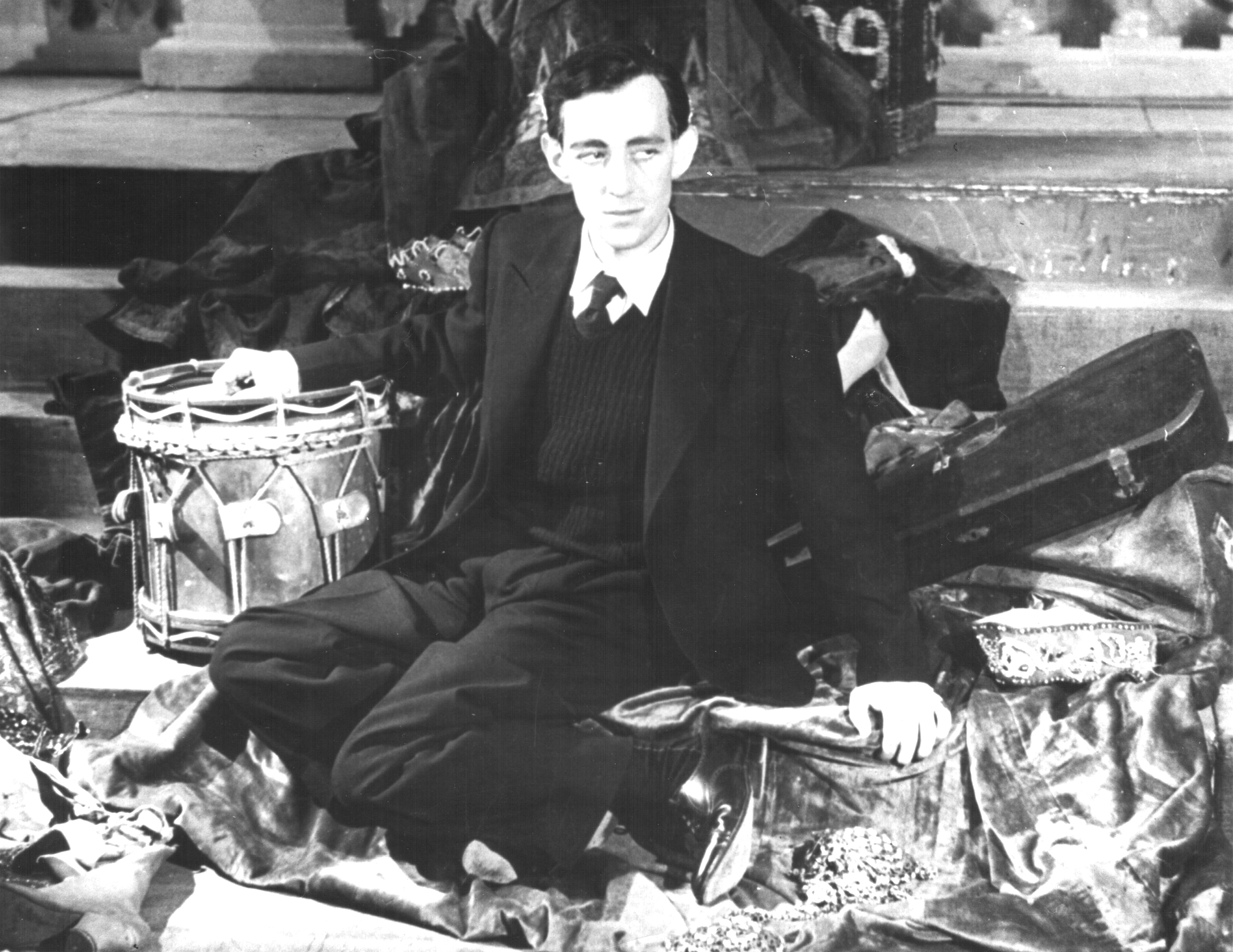
Alec Guinness en el Old Vic Theatre, Londres en 1938.

Guinness trabajó primeramente en escribir textos de anuncios comerciales. Su primer papel en el teatro le llegó en el día de su 20 cumpleaños (2 de abril de 1934), cuando aún era estudiante del Fay Compton Studio of Dramatic Art, con la obra Libel, que se estrenaba en el antiguo King's Theatre, Hammersmith. Su interpretación no pasó inadvertida para el público, por lo que su salario pasó a una libra por semana. En 1936, apareció en el New Theatre encarnando al personaje de Osric en la producción teatral Hamlet de John Gielgud. A partir de 1936, Guinness comenzó a protagonizar papeles clásicos en el Old Vic. A finales de la década de los 30, dio clases en la London Theatre Studio. En 1939, relevó a Michael Redgrave como Charleston en la producción teatral Thunder Rock de Robert Ardrey. En el Old Vic, Guinness trabajó con muchos actores y actrices con los que trabó amistad para futuros proyectos como Gielgud, Ralph Richardson, Peggy Ashcroft, Anthony Quayle y Jack Hawkins. 
Una influencia temprana fue la estrella de cine Stan Laurel, a quien Guinness admiraba.
Guinness continuó interpretando obras shakespearianas durante toda su carrera teatral. En 1937, encarnó a Aumerle en Ricardo II y Lorenzo en El mercader de Venecia bajo la dirección de John Gielgud. Protagonizó en 1938 Hamlet con el que consiguió excelentes críticas tanto en Gran Bretaña como en Estados Unidos. También consiguió el papel de Romeo en la producción Romeo y Julieta (1939), Malvolio en Noche de reyes, y Exeter en Enrique V en 1937, estos últimos con Laurence Olivier, y Ferdinand en The Tempest, junto a Gielgud como Prospero. En 1939, adaptó la novela al teatro Grandes esperanzas de Charles Dickens, interpretando a Herbert Pocket. La obra fue un auténtico éxito. Uno de sus espectadores fue el joven director de cine David Lean, que siete años después le dio ese mismo papel en la versión cinematográfica de la obra.

### Segunda Guerra Mundial
En 1941 se incorporó a la Armada Real como marinero, antes de ser ascendido a subteniente el 30 de abril de 1942 y a teniente el siguiente año. Guinness dirigió una unidad de infantería de desembarco en la invasión aliada de Sicilia, y posteriormente ofreció suministros e información a los partisanos yugoslavos en el teatro bélico del Mediterráneo oriental.
Durante la guerra, se le concedió permiso para aparecer en la producción de Broadway de la obra de Terence Rattigan Flare Path, sobre un bombardero de la RAF, con Guinness haciendo el papel del teniente Teddy Graham.

### Carrera teatral
Guinness volvió al the Old Vic en 1946 y permaneció allí hasta 1948 en obras como The Alchemist de Ben Jonson, el loco en el Rey Lear junto Laurence Olivier, DeGuiche en Cyrano de Bergerac junto a Ralph Richardson o Richard II. Después de abandonar Old Vic, interpretó a Eric Birling en la obra An Inspector Calls de J. B. Priestley en el New Theatre en octubre de 1946, visitó Broadway actuando en la obra The Cocktail Party de T. S. Eliot (1950) y protagonizó Hamlet en el New Theatre del West End en 1951.
Invitado por su amigo Tyrone Guthrie para asistir a la premier del Stratford Festival de Canadá, Guinness vivió durante un breve periodo en Stratford (Ontario). El 13 de julio de 1953, Guinness pronunció las primeras líneas de la primera obra producida por el festival,, Ricardo III: "Now is the winter of our discontent/Made glorious summer by this sun of York."
Guinness ganó el Premio Tony por su interpretación en Broadway de la obra de Dylan de Dylan Thomas. Otro de sus papeles fue el de Macbeth junto a Simone Signoret en la Royal Court Theatre en 1966. Guinness hizo su última aparición teatral en el Comedy Theatre en el West End el 30 de mayo de 1989, con la obra A Walk in the Woods. En total, desde el 2 de abril de 1934 hasta el 30 de mayo de 1989, intervino en 77 producciones teatrales en su carrera.

### Carrera cinematográfica

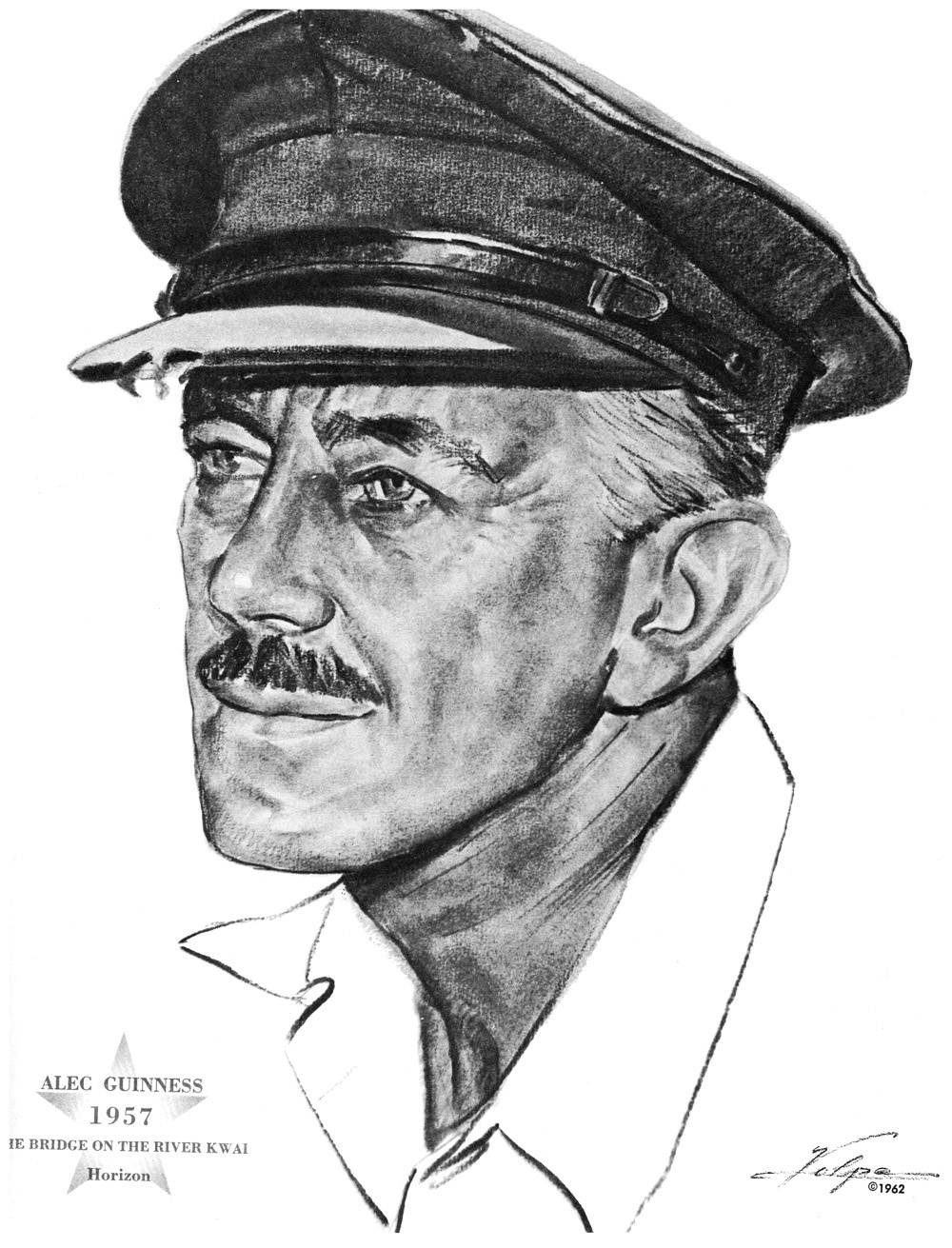
Dibujo de Nicholas Volpe después de que Guinness ganara su Óscar en 1957 por su papel en El puente sobre el río Kwai

Guinness hizo su debut en el cine con la versión de la obra de Charles Dickens Grandes esperanzas (Great Expectations) en 1946. En esos primeros años, se relacionó su figura con las de las comedias de la Ealing Studios, donde destaca su versatilidad en Ocho sentencias de muerte (Kind Hearts and Coronets) (1949) en la que interpreta nueve papeles diferentes, incluido el de una mujer. Guinness fue el gran referente de Peter Sellers  - quien se hizo famoso por encarnar una variedad de personajes en una película, y que interpretó su primer papel importante junto a su ídolo en The Ladykillers.-  En este periodo, destacan otros films como Oro en barras (The Lavender Hill Mob) (por el que consiguió su primera nominación a los Premios Óscar), El hombre del traje blanco (The Man in the White Suit) (1951) y El quinteto de la muerte (The Ladykillers) (1955), todas ellas catalogadas entre las mejores películas británicas de todos los tiempos. En 1950 encarnó al primera ministro británico Benjamin Disraeli en El diablillo y la reina (The Mudlark), en la que se incluye un discurso ininterrumpido de siete minutos en el Parlamento. En 1952, el director Ronald Neame eligió a Guinness para su film romántico, The Card junto a Petula Clark. En 1951, los exhibidores lo votaron como el actor más popular del Reino Unido.
Otras notables interpretaciones de Guinness fueron El cisne (The Swan) (1956) con Grace Kelly (en la que fue la penúltima película de la después Princesa de Mónaco); Un genio anda suelto (The Horse's Mouth) (1958), en que el actor encarna al pintor borracho Gulley Jimson. De esta película también fue guionista, y por este trabajo fue nominado a los Premios Óscar. Otros trabajos fueron el papel protagonista en Nuestro hombre en La Habana (Our Man in Havana) (1959); Marco Aurelio en La caída del Imperio Romano (The Fall of the Roman Empire) (1964); Conspiración en Berlín (The Quiller Memorandum) (1966); el fantasma de Marley en Muchas gracias, Mr. Scrooge (Scrooge) (1970); Carlos I de Inglaterra en Cromwell (1970); El papa Inocencio III en Hermano sol, hermana luna de Franco Zeffirelli (1972); y un pequeño papel en Hitler: los últimos diez días (Hitler: The Last Ten Days) (1973), considerada como uno de sus mejores papeles a pesar de las críticas negativas de los periodistas. Muchos críticos consideran como uno de sus mejores papeles el del Mayor Jock Sinclair en Whisky y gloria (Tunes of Glory) (1960).

### Imprescindible para David Lean

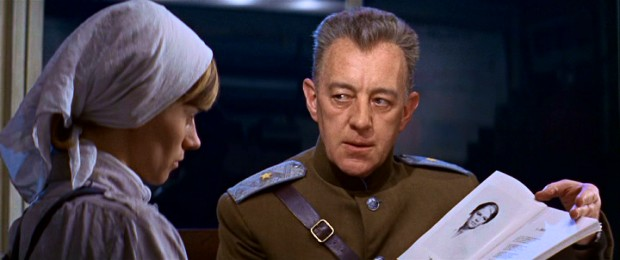
Alec Guinness en Doctor Zhivago (1965).

Guinness ganó especial notoriedad gracias al director David Lean, con el que hizo sus papeles más aclamados. En total, Guinness apareció en cinco films de Lean que han sido incluidos entre las 50 mejores películas británicas del siglo XX del British Film Institute: Lawrence de Arabia (3.ª), Grandes esperanzas (5.ª), El puente sobre el río Kwai (11.ª), Doctor Zhivago (27.ª) y Oliver Twist (46.ª).
Después de aparecer en Grandes esperanzas y Oliver Twist, le dio el papel protagonista junto a William Holden en El puente sobre el río Kwai (The Bridge on the River Kwai). Por el papel de Coronel Nicholson, Guinness ganó el Óscar al mejor actor y el BAFTA al mejor Actor. Lean, a pesar de una evidente relación difícil y hostil con Guinness, se refirió a él como "mi amuleto de la buena suerte", y continuó eligiendole en sus últimas películas: el príncipe árabe Faisal en Lawrence de Arabia; el líder bolchevique Yevgraf, en Doctor Zhivago y el místico Profesor indio Godbole en Pasaje a la India (A Passage to India). Lean también le ofreció un papel para La hija de Ryan (Ryan's Daughter) (1970) pero lo acabó rechazando. En ese momento, Guinness "desconfiaba" de Lean y consideraba que la relación anteriormente cercana era tensa aunque, en su funeral, recordó que el famoso director había sido "encantador y afable".

#### Obi-Wan Kenobi
Curiosamente, y a pesar de lo mucho que detestó su papel en la legendaria película de George Lucas, su presencia fue uno de los ingredientes que ayudó a su éxito y el que le valió el reconocimiento entre una nueva generación de espectadores, así como nominaciones a los Óscar y a los Globos de Oro. En cartas a sus amigos, Guinness describe el film como "una basura de cuento de hadas", pero el sentido del bien moral de la película, y la duplicación de su oferta salarial inicial por parte del estudio, lo atrajeron y accedió a interpretar el papel de Kenobi con la condición de que no tendría que hacer publicidad para promocionar la película.
Inicialmente negoció un acuerdo por el 2% de los beneficios de la película. Tras la cálida acogida de la película por parte de la prensa y los críticos de cine, y como gesto de agradecimiento por las enmiendas y sugerencias positivas que Guinness había propuesto al guion, se elevó su participación al 2,5 %. Cuando Guinness preguntó sobre la participación con el productor de la película Gary Kurtz, y solicitó un acuerdo por escrito para acordar sus ganancias, Kurtz revisó la oferta de Lucas a la baja en un 0,25 %, con lo que la parte final acordada para Guinness de las regalías pagadas al director al 2,25% (Lucas recibió una quinta parte de la recaudación total de taquilla, por lo que la participación de Guinness fue  aproximadamente el 0,45% de la recaudación de  taquilla). Esto lo convirtió en una persona rica para el resto de su vida.
Después del primer visionado del film, Guinness escribió en su diarioː 

Es una película bastante asombrosa como espectáculo y técnicamente brillante. Emocionante, muy ruidosa y acaparadora. Creo que las escenas de batalla al final duran cinco minutos de más, y parte del diálogo es insoportable y gran parte de él se pierde en el ruido. Pero sigue siendo una experiencia excitante."

A Guinness no le gustó ser identificado con el papel y expresó su consternación por ser un elemento indispensable para los seguidores de la trilogía. En los comentarios del DVD, Lucas dijo que 
Guinness le expresó su descontento con la reescritura del guion, en la que Obi-Wan muere. Pero Guinness dijo en una entrevista de 1999 que en realidad la idea de matar a Obi-Wan era suya, persuadiendo a Lucas de que lo convertiera en un personaje más fuerte, y que Lucas estuvo de acuerdo con la idea. Guinness declaró en la entrevista:

Lo que no le dije a Lucas fue que simplemente no podía seguir hablando esas malditas líneas banales y horribles. Ya había tenido suficiente palabrería".

Tampoco le gustó la fama que siguió a su interpretación y no tuvo en alta estima la obra, Lucas y compañeros de reparto como Mark Hamill, Harrison Ford, Carrie Fisher, Kenny Baker y Anthony Daniels siempre hablaron de la cortesía y profesionalismo del actor, tanto dentro como fuera del rodaje. Lucas lo incluyó en el elenco para inspirar al equipo a trabajar más duro, y dijo que Guinness contribuyó significativamente a lograr la finalización del rodaje. Guinness fue citado diciendo que los beneficios que obtuvo al trabajar en la serie le ofrecerion la posibilidad de vivir sin problemas pero "permítanme dejarlo claro diciendo que puedo vivir el resto de mi vida de la manera razonablemente modesta a la que ahora estoy acostumbrado, que no tendré deudas y puedo darme el lujo de rechazar un trabajo que no me atrae". En su autobiografía, Blessings in Disguise, Guinness dice a su entrevistador imaginario "Blessed be Star Wars", agradeciendo los beneficios que le reportó aparecer en esta película. Guinness apareció en las secuelas El imperio contraataca (1980) y Return of the Jedi (1983), como fantasma que se aparece a Luke Skywalker.

## Vida privada
Guinness se casó con la dramaturgo, artista y actriz Merula Silvia Salaman (1914–2000) en 1938. Dos años después, tuvieron su primer hijo Matthew Guinness, que también fue actor. En la década de los 50, la familia vivió en Kettlebrook Meadows, en Hampshire. La casa fue diseñada por el hermano de Merula, Eusty Salaman. Su nieto Nesta Guinness-Walker fue futbolista profesional.
En la biografía, Alec Guinness: The Unknown, Garry O'Connor publica que Guinness fue multado con 10 guineas por actos homosexuales en un lavabo público de Liverpool en 1946. Se dice que Guinness evitó darse a conocer y dio un nombre falso a la policía y al tribunal y se hizo pasar como "Herbert Pocket", el nombre del personaje que interpretó en Grandes esperanzas. De todas maneras, no se ha encontrado ninguna ficha del arresto. Piers Paul Read, en su biografía de 2005, sugiere que "El rumor es posiblemente una combinación de historias sobre el cottaging de Alec y el arresto de John Gielgud, en octubre de 1953, en un baño público en Chelsea después de cenar con los Guinness en la St. Peter's Square." Esta idea no se dio a conocer hasta abril de 2001, ocho meses después de su muerte, cuando un artículo de la BBC Showbiz relató que nuevos libros volvían a apuntar hacia la bisexualidad de Guinness, que mantuvo su sexualidad en privado y que solo daba a conocer sus relaciones con otros nombre a sus amigos más cercanos y miembros de la familia.
Mientras servía en la Royal Navy, Guinness se había planteado convertirse en sacerdote anglicano. Pero en 1954, mientras rodaba Father Brown en Borgoña, Guinness, que interpretaba a un sacerdote católico, fue confundido con un auténtico sacerdote por un niño de la calle. Guinness estaba lejos de hablar francés con fluidez, y el niño aparentemente no se dio cuenta de que Guinness no lo entendía, pero tomó su mano y parloteó mientras los dos paseaban; el niño luego saludó y se alejó saltando. Este hecho, la confianza y el cariño que el atuendo clerical parecían inspirar en el niño dejaron una profunda huella en el actor. Cuando su hijo estuvo enfermo de polio a los once años, Guinness comenzó a visitar la iglesia para rezar. Unos años después, en 1956, Guinness se convirtió a la fe católica. Su mujer, cuyo padre era descendiente de judíos sefardíes, también se convirtió en 1957 mientras él estaba en Ceilán filmando The Bridge on the River Kwai, y sólo le informó después de la conversión. Cada mañana, Guinness recitaba un verso de los Salmos 143, "Hazme oír tu amorosa bondad por la mañana".
En 1955 conoció por casualidad al actor James Dean, al cual le dijo: "Si conduces ese coche que tienes, pintado de ese color, será invisible para otros conductores. Refleja demasiado los rayos del sol... de lejos puede no verse. Si lo conduces, morirás en una semana". Efectivamente, James Dean murió una semana después de tener esa conversación. Este hecho, por irreal que parezca, fue confirmado por el propio Guiness en su libro autobiográfico.
Por sus méritos como actor, la corte británica lo invistió Caballero en 1959, lo que le convirtió en Sir Alec Guinness.

## Muerte

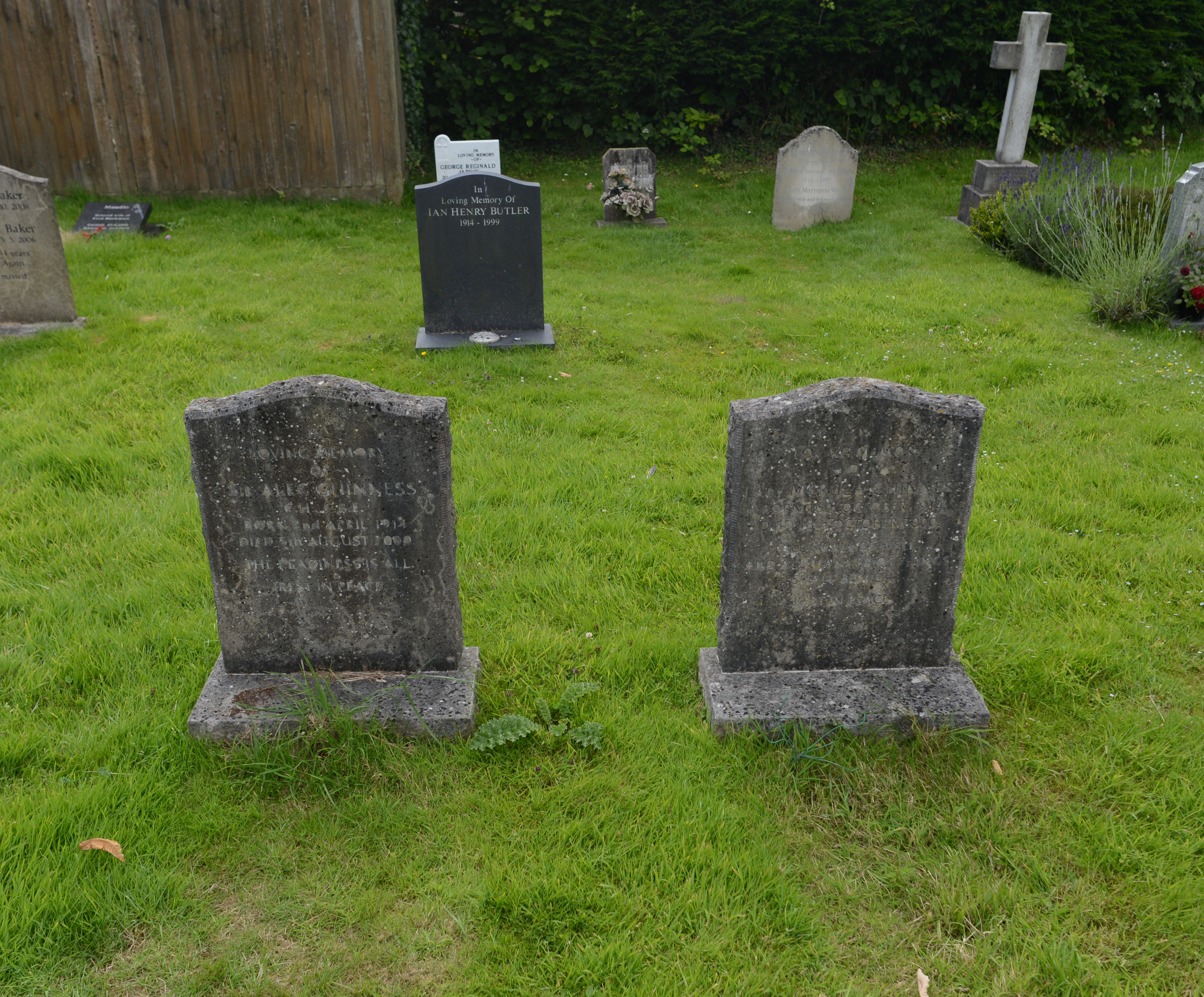
Las tumbas de Alec y Merula en Petersfield, Hampshire

Guinness murió el 5 de agosto de 2000 en el King Edward VII's Hospital de Midhurst, West Sussex. Se le había diagnosticado un cáncer de próstata en febrero de 2000, y un cáncer hepático dos días antes de morir. Su mujer, que murió el 18 de octubre de 2000, también murió de un cáncer hepático. Ambos fueron enterrados en el cementerio de Petersfield, Hampshire.

## Filmografía

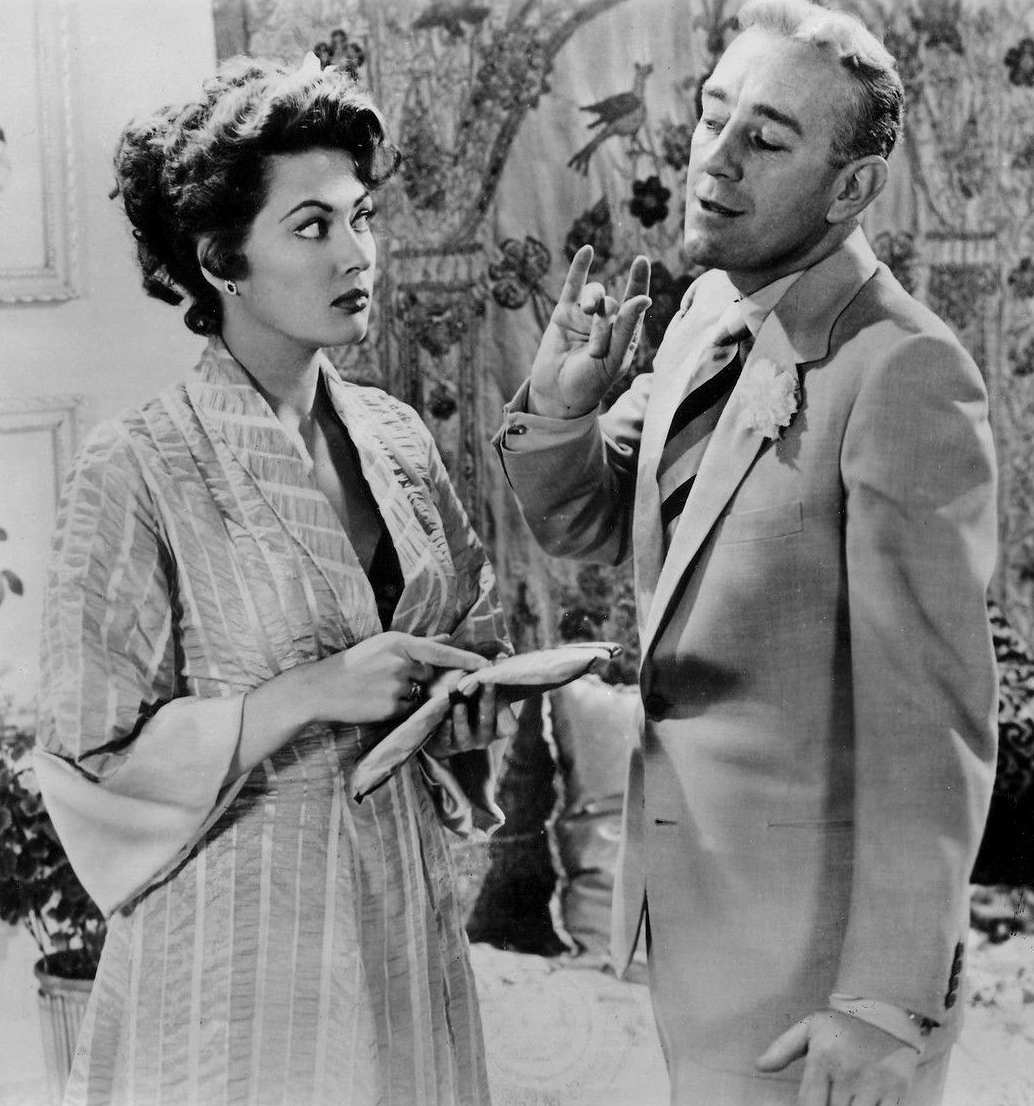
Guinnes e Yvonne De Carlo en un fotograma de la película El paraíso del capitán (1953)

Cine
| Año  | Título en español                                                                                                 | Título original                            | Director              | Personaje                     |
| ---- | --- | ------------------------------------------ | --------------------- | ----------------------------- |
| 1947 | Cadenas rotas | Great Expectations                         | David Lean            | Herbert Pocket                |
| 1948 | Oliver Twist | Oliver Twist                               | David Lean            | Fagin                         |
| 1949 | Ocho sentencias de muerte                                                                                         | Kind Hearts and Coronets                   | Robert Hamer          | La familia D'Ascoyne          |
| 1949 | A Run for Your Money                                                                                              | A Run for Your Money                       | Charles Frend         | Whimple                       |
| 1950 | Las últimas vacaciones                                                                                            | Last Holiday                               | Henry Cass            | George Bird                   |
| 1950 | El diablillo y la reina                                                                                           | The Mudlark                                | Jean Negulesco        | Benjamin Disraeli             |
| 1951 | Oro en barras | The Lavender Hill Mob                      | Charles Crichton      | Holland                       |
| 1951 | El hombre vestido de blanco                                                                                       | The Man in the White Suit                  | Alexander Mackendrick | Sidney Stratton               |
| 1952 | The Card | The Card                                   | Ronald Neame          | Edward Henry 'Denry' Machin   |
| 1953 | Historia de Malta                                                                                                 | The Malta Story                            | Brian Desmond Hurst   | Teniente Peter Ross           |
| 1953 | El paraíso del capitán                                                                                            | The Captain's Paradise                     | Anthony Kimmins       | Capitán Henry St. James       |
| 1954 | El detective | Father Brown                               | Robert Hamer          | Father Brown                  |
| 1955 | A París con el amor                                                                                               | To Paris with Love                         | Robert Hamer          | Col. Sir Edgar Fraser         |
| 1955 | El prisionero | The Prisoner                               | Peter Glenville       | El cardenal                   |
| 1955 | El quinteto de la muerte                                                                                          | The Ladykillers                            | Alexander Mackendrick | Profesor Marcus               |
| 1956 | El cisne | The Swan                                   | Charles Vidor         | Príncipe Albert               |
| 1957 | Barnacle Bill | Barnacle Bill                              | Charles Frend         | Capt. William Horatio Ambrose |
| 1957 | El puente sobre el río Kwai                                                                                       | The Bridge on the River Kwai               | David Lean            | Coronel Nicholson             |
| 1958 | Un genio anda suelto                                                                                              | The Horse's Mouth                          | Ronald Neame          | Gulley Jimson                 |
| 1959 | Donde el círculo termina                                                                                          | The Scapegoat                              | Robert Hamer          | John Barratt / Jacques De Gue |
| 1959 | Nuestro hombre en La Habana                                                                                       | Our Man in Havana                          | Carol Reed            | Jim Wormold                   |
| 1960 | Whisky y gloria                                                                                                   | Tunes of Glory                             | Ronald Neame          | Mayor Jock Sinclair           |
| 1961 | A Majority of One                                                                                                 | A Majority of One                          | Mervyn LeRoy          | Koichi Asano                  |
| 1962 | Lawrence de Arabia                                                                                                | Lawrence of Arabia                         | David Lean            | Fáysal I de Irak              |
| 1962 | Motín en el Defiant                                                                                               | H.M.S. Defiant                             | Lewis Gilbert         | Capitán Crawford              |
| 1964 | La caída del Imperio romano                                                                                       | The Fall of the Roman Empire               | Anthony Mann          | Marco Aurelio                 |
| 1965 | Situación desesperada, pero menos                                                                                 | Situation Hopeless... But Not Serious      | Gottfried Reinhardt   | Wilhelm Frick                 |
| 1965 | Doctor Zhivago | Doctor Zhivago                             | David Lean            | Yevgraf                       |
| 1966 | Conspiración en Berlín/¿Quién es Quiller?                                                                         | The Quiller Memorandum                     | Michael Anderson      | Pol                           |
| 1966 | Hotel Paradiso | Hotel Paradiso                             | Peter Glenville       | Benedict Boniface             |
| 1967 | Los comediantes                                                                                                   | The Comedians                              | Peter Glenville       | Mayor H. O. Jones             |
| 1970 | Cromwell | Cromwell                                   | Ken Hughes            | Carlos I de Inglaterra        |
| 1970 | Muchas gracias, Mr. Scrooge                                                                                       | Scrooge                                    | Ronald Neame          | Fantasma de Jacob Marley      |
| 1972 | Hermano sol, hermana luna                                                                                         | Fratello sole, sorella luna                | Franco Zeffirelli     | Papa Inocencio III            |
| 1973 | Hitler: Los últimos diez días                                                                                     | Hitler: The Last Ten Days                  | Ennio De Concini      | Adolf Hitler                  |
| 1976 | Un cadáver a los postres                                                                                          | Murder by Death                            | Robert Moore          | Bensonmum                     |
| 1977 | Star Wars: Episodio IV - Una nueva esperanza                                                                      | Star Wars                                  | George Lucas          | Obi-Wan Kenobi                |
| 1980 | Star Wars: Episodio V - El Imperio contraataca                                                                    | The Empire Strikes Back                    | Irvin Kershner        | Obi-Wan Kenobi                |
| 1980 | Rescaten el Titanic                                                                                               | Raise the Titanic                          | Jerry Jameson         | John Bigalow                  |
| 1983 | Star Wars: Episodio VI -El regreso del Jedi (Hispanoamérica)/Star Wars: Episodio VI -El retorno del Jedi (España) | Star Wars: Episode VI - Return of the Jedi | Richard Marquand      | Obi-Wan Kenobi                |
| 1983 | Loco de amor | Lovesick                                   | Marshall Brickman     | Sigmund Freud                 |
| 1984 | Pasaje a la India                                                                                                 | A Passage to India                         | David Lean            | Profesor Godbole              |
| 1987 | La pequeña Dorritt                                                                                                | Little Dorrit                              | Christine Edzard      | William Dorrit                |
| 1988 | Un puñado de polvo                                                                                                | A Handful of Dust                          | Charles Sturridge     | Mr. Durst                     |
| 1991 | Kafka, la verdad oculta                                                                                           | Kafka                                      | Steven Soderbergh     | Jefe de oficina               |
| 1994 | Testigo mudo | Mute Witness                               | Anthony Waller        | El violador                   |
| 1996 | El día del esquimal                                                                                               | Eskimo Day                                 | Piers Haggard         | James                         |

## Premios y distinciones
Premios Óscar
| Año  | Categoría              | Película                    | Resultado |
| ---- | ---------------------- | --------------------------- | --------- |
| 1953 | Mejor Actor            | Oro en barras               | Nominado  |
| 1958 | Mejor Actor            | El puente sobre el río Kwai | Ganador   |
| 1959 | Mejor Guion Adaptado   | Un genio anda suelto        | Nominado  |
| 1978 | Mejor Actor de Reparto | Star Wars                   | Candidato |
| 1980 | Oscar Honorífico       | Oscar Honorífico            | Ganador   |
| 1989 | Mejor Actor de Reparto | Little Dorrit               | Candidato |

Globos de Oro
| Año  | Categoría           | Película                    | Resultado |
| ---- | ------------------- | --------------------------- | --------- |
| 1957 | Mejor actor - Drama | El puente sobre el río Kwai | Ganador   |

BAFTA
| Año  | Categoría   | Película                    | Resultado |
| ---- | ----------- | --------------------------- | --------- |
| 1957 | Mejor actor | El puente sobre el río Kwai | Ganador   |

Premios Tony
| Año  | Categoría                                   | Obra  | Resultado |
| ---- | ------------------------------------------- | ----- | --------- |
| 1964 | Mejor actor principal en una obra de teatro | Dylan | Ganador   |

Festival Internacional de Cine de Venecia
| Año  | Categoría                       | Película             | Resultado |
| ---- | ------------------------------- | -------------------- | --------- |
| 1958 | Copa Volpi al mejor actor       | Un genio anda suelto | Ganador   |
| 1958 | Premio New Cinema - Mejor actor | Un genio anda suelto | Ganador   |

- En 1958 recibió en España la Medalla del Círculo de Escritores Cinematográficos al mejor actor extranjero por su interpretación en El puente sobre el río Kwai.[57]